# インターホンが鳴るとき
『インターホンが鳴るとき』（インターホンがなるとき、英語: The intercom rings, and…）は、りおによるオンライン小説。小説投稿サイト『エブリスタ』（エブリスタ）にて2018年12月23日から2019年4月26日まで連載された。
瀬畑純による漫画版が、「めちゃコミック×マンガボックス」（マンガボックス）レーベルの作品として2021年1月22日より「めちゃコミック」にて先行配信され、2023年10月26日まで連載された。
2023年10月より、テレビ大阪にてテレビドラマが放送された。

## 登場人物
田中 結花（たなか ゆか）
主人公。
田中 真治（たなか しんじ）
結花の夫。
佐伯 海斗（さえき かいと） / 田島 海斗（たじま かいと）

## 書誌情報
電子書籍のみの発売。
- りお（原作）・瀬畑純（漫画） 『インターホンが鳴るとき』 マンガボックス、全7巻
  1. 2021年11月11日発売[7]
  2. 2022年4月11日発売[8]
  3. 2022年7月11日発売[9]
  4. 2022年9月8日発売[10]
  5. 2023年1月2日発売[11]
  6. 2023年5月2日発売[12]
  7. 2023年10月31日発売[13]

## テレビドラマ
2023年10月12日（11日深夜）から12月14日（13日深夜）まで、テレビ大阪の新ドラマ枠「DRAMA ADDICT」で放送された。主演は土村芳。

### キャスト
田中結花（たなか ゆか）
演 - 土村芳（小学生時代：和智柚葉、中高時代：佐藤ひなた ）
主人公。スーパー「ロヂャース」パート店員。旧姓：八重樫。
田中真治（たなか しんじ）
演 - 堀井新太
結花の夫。
佐伯海斗（さえき かいと） / 小島悟（こじま さとる）
演 - 古屋呂敏（中学時代：井桁文汰）
声 - 北島美穂（ドラセナ天使）

須藤宝子（すどう たかこ）
演 - 水崎綾女

大森桜（おおもり さくら）
演 - 高田里穂

望月俶子（もちづき としこ）
演 - 中村ゆりか

木村恵美（きむら めぐみ）
演 - 向里祐香

丹波真琴（たんば まこと）
演 - 森田想

### スタッフ
- 原作 - りお（エブリスタ）、漫画・瀬畑純（マンガボックス）『インターホンが鳴るとき』（マンガボックス掲載）[6][16]
- 脚本 - 宮本武史、ニシオカ・ト・ニール、岸本鮎佳、佐藤竜憲[6][16]
- 音楽 - 岩本裕司
- オープニング曲 - ヤングスキニー「君じゃなくても別によかったのかもしれない」（ビクターエンタテインメント）[17]
- エンディング曲 - yukaDD「answer」（avex trax）[17]
- 監督 - 佐藤竜憲、八十島美也子、のむらなお、箕輪博之
- プロデューサー - 山本博紀（テレビ大阪）、佐々木美優（テレビ大阪）、宮川宗生（ホリプロ）、西本和史（ホリプロ）[6][16]
- プロデュース - 岡本宏毅（テレビ大阪）[6][16]
- 制作 - テレビ大阪、ホリプロ[6][16]
- 製作著作 - 「インターホンが鳴るとき」製作委員会[6][16]

### 放送局
| 放送期間                  | 放送時間         | 放送局         | 対象地域       | 備考   |
| ------------------------- | ---------------- | -------------- | -------------- | ------ |
| 2023年10月12日 - 12月14日 | 木曜 0:00 - 0:30 | テレビ大阪     | 大阪府         | 製作局 |
|                           |                  | テレビ北海道   | 北海道         |        |
|                           |                  | TVQ九州放送    | 福岡県         |        |
|                           | 木曜 0:30 - 0:59 | BSテレ東       | 全国           |        |
|                           | 木曜 1:00 - 1:30 | テレビ愛知     | 愛知県         |        |
| 2023年10月13日 - 12月15日 | 金曜 1:05 - 1:35 | テレビせとうち | 岡山県・香川県 |        |

### 放送日程
| 話数   | 放送日   | サブタイトル         | サブタイトル                                                | 脚本                 | 監督         |
| 話数   | 放送日   | 放送                 | 配信                                                        | 脚本                 | 監督         |
| ------ | -------- | -------------------- | ----------------------------------------------------------- | -------------------- | ------------ |
| 第1話  | 10月12日 | War With 5 Women     | 夫が5人の女と不倫⁉サレ妻の復讐劇 “不倫×テクノロジー”        | 宮本武史             | 佐藤竜憲     |
| 第2話  | 10月19日 | 鎖に縛られた議員妻   | 不倫女に復讐!ヤリモク系アプリで制裁を… セレブ議員妻VSサレ妻 | 宮本武史             | 八十島美也子 |
| 第3話  | 10月26日 | 水曜日の強がり女     | 夫が不倫女とホテルで… 嘘つきSNSマウント女の正体を暴く!      | ニシオカ・ト・ニール | のむらなお   |
| 第4話  | 11月02日 | Free Woman           | 魅惑のフリーセックス女 サレ妻と緊迫の直接対決!!             | 岸本鮎佳             | 箕輪博之     |
| 第5話  | 11月09日 | 純・愛のタックル女子 | 不倫夫と初体験…純情格闘家VSサレ妻 涙の土下座                | 佐藤竜憲             | 佐藤竜憲     |
| 第6話  | 11月16日 | インターホンの女     | 最後の不倫女は美人部下 夫の欲求をすべて受け止めるラスボス   | 宮本武史             | 八十島美也子 |
| 第7話  | 11月23日 | Over the Line        | 結婚記念日にW不倫… 壊れた夫婦、涙の情事                     | ニシオカ・ト・ニール | 八十島美也子 |
| 第8話  | 11月30日 | ケガレタケモノ       | ドロ沼W不倫… 夫がセックスを止められない理由                 | 佐藤竜憲             | 佐藤竜憲     |
| 第9話  | 12月07日 | ドラセナの花言葉     | 不倫女と最終対決… 偽名だった海斗!?その正体は…               | 宮本武史 佐藤竜憲    | 佐藤竜憲     |
| 最終話 | 12月14日 | Re:generate          | ドロ沼W不倫の末… 整形男?不倫夫?結花が選ぶのは…              | 宮本武史 佐藤竜憲    | 佐藤竜憲     |

- 最終話は10分繰り下げ、0時10分 - 0時40分に放送された。

| テレビ大阪・BSテレ東 DRAMA ADDICT       | テレビ大阪・BSテレ東 DRAMA ADDICT                    | テレビ大阪・BSテレ東 DRAMA ADDICT  |
| 前番組                                  | 番組名                                               | 次番組                             |
| --------------------------------------- | ---------------------------------------------------- | ---------------------------------- |
| 枠設立前につき無し                      | インターホンが鳴るとき （2023年10月12日 - 12月14日） | 蜜と毒 （2024年1月11日 - 3月21日） |
| テレビ大阪 木曜 0:00 - 0:30             |                                                      |                                    |
| 音楽爆弾 - 【ここまでバラエティ番組枠】 | インターホンが鳴るとき - 【ここから連続ドラマ枠】    | 蜜と毒                             |
| BSテレ東 木曜 0:00 - 0:30               |                                                      |                                    |
| 通販番組                                | インターホンが鳴るとき - 【ここから連続ドラマ枠】    | 蜜と毒                             |